# Коммуна (гидроавиатранспорт)
«Коммуна» — советский гидроавианосец (гидроавиатранспорт) Волжско-Каспийской военной флотилии военно-морской авиации Красной Армии, переоборудованный из баржи «Франция».

## История
В 1918 году в Нижнем Новгороде из отступившего вместе с Красной армией гидроавиадивизиона из Самары был сформирован гидроотряд Волжской флотилии. Для базирования отряда сами матросы на Сормовском заводе переоборудовали старую баржу-нефтянку. В результате появилась одна из четырёх «авианесущих барж» — гидроавиатранспорт.

## Описание конструкции
Баржа-нефтянка, бывшая баржа «Франция», подверглась минимальным переделкам: были установлены два ската для спуска и подъёма гидроаэропланов М-9, сняты передняя мачта и наливные трубы, для буксировки «Коммуны» к барже был придан колёсный 120-сильный буксир.
Основными назначениями авиакрыла корабля были:
1. разведывательное;
2. ударное.

## Боевое применение
Первое время основным для авиаотряда было разведывательное назначение, позднее самолёты начали наносить бомбовые удары по укреплениям и кораблям белогвардейцев.
Одной из главных проблем для отряда стало появление у белогвардейцев новых английских самолётов. После их появления самолёты стали летать на задания в ночное время, используя для ориентировки находящиеся вдоль реки деревни и сёла.
Одной из самых успешных операций считается обнаружение «кинжальной батареи» под городом Царицын (Волгоград).